# Academia Valenciana da Língua

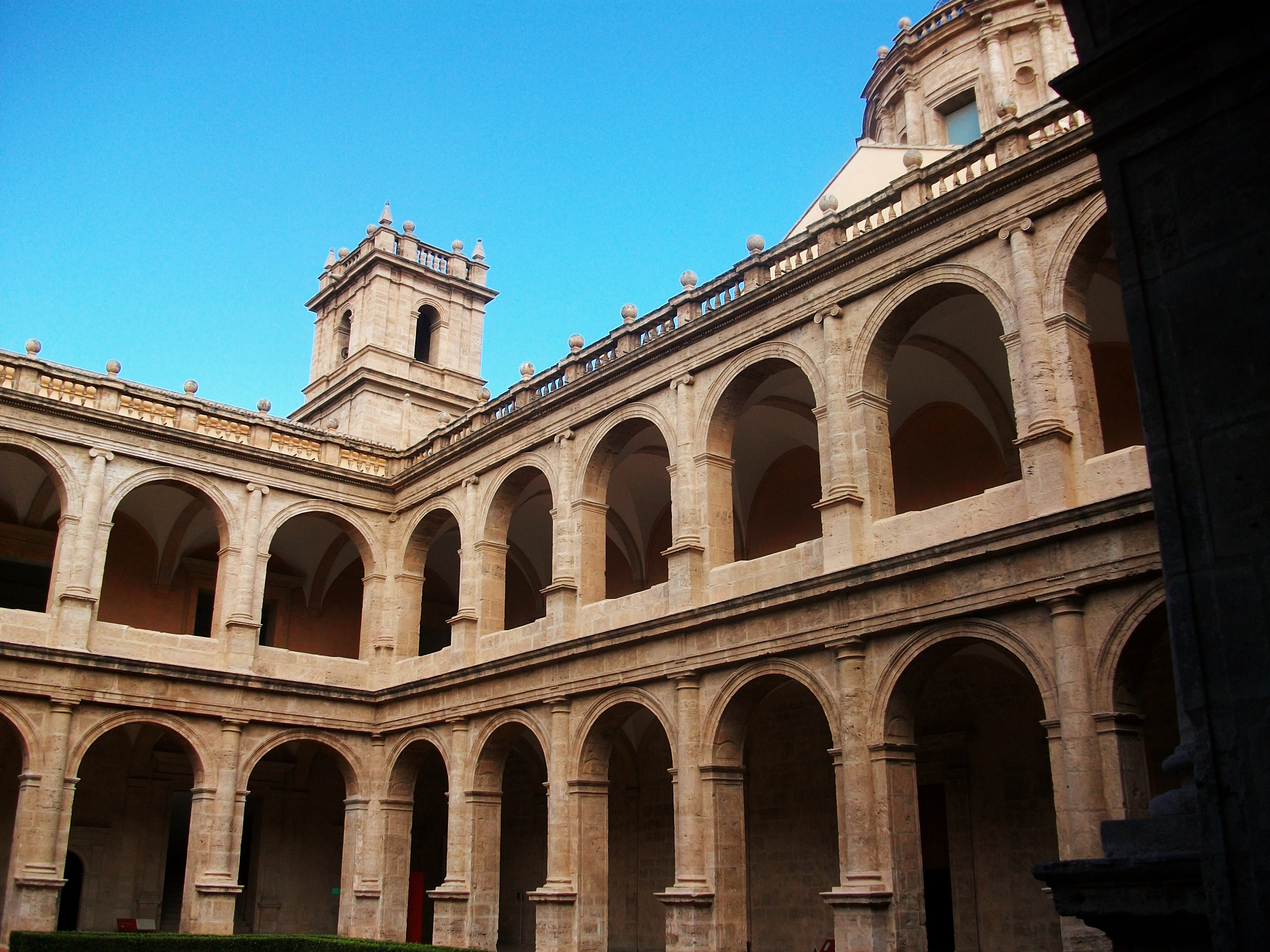
Sede da Academia Valenciana da Língua.

A Academia Valenciana da Língua (em valenciano Acadèmia Valenciana de la Llengua, conhecida pelas siglas AVL) foi criada pela Lei valenciana 7/1998, de 16 de Setembro de 1998.
É a instituição que tem como função determinar e elaborar a normativa linguística do valenciano, assim como assegurar a manutenção do valenciano partindo da tradição lexicográfica, literária e a realidade linguística genuína valenciana, assim como a normatização consolidada, a partir das denominadas Normas de Castelló. 
A AVL é uma instituição da Generalidade Valenciana, de carácter público, que desfruta de personalidade jurídica própria e exerce as suas funções com autonomia orgânica, funcional e orçamental para garantir a sua objectividade e independência, ainda que se lhe atribuam certas dependências do poder político através dos seus representantes.
As decisões da AVL, no exercício das funções que lhe correspondem, terão de ser observadas por todas as Instituições da Generalidade, pelos Poderes Públicos, pelo resto das Administrações Públicas, pelo sistema educativo, e pelos meios de comunicação, pelas entidades, pelos organismos e pelas empresas, de titularidade pública ou que contam com financiamento público.
Os princípios e critérios que inspirarão a actuação da Academia são os que se desprendem do parecer aprovado pelo Conselho Valenciano da Cultura em 13 de Julho de 1998 e que figura no preâmbulo da Lei 7/1998.
Até à construção das suas novas instalações, a Academia Valenciana da Língua teve a sua sede no Mosteiro de Sant Miquel dels Reis, sede da Biblioteca Nacional Valenciana.
A AVL terá a sua sede na cidade de Valência, podendo celebrar sessões em qualquer município da Comunidade Valenciana.

## Competências da AVL
- Determinar a normativa oficial do valenciano em todos os seus aspectos
- Fixar, a postulação da Generalidade, as formas linguisticamente correctas da toponímia e a onomástica oficial da Comunidade Valenciana, para a sua aprovação oficial
- Emitir e difundir boletins informativos e realizar os estudos sobre a normativa e a onomástica oficial valenciana, quer por iniciativa própria ou por requerimento das Instituições Públicas da Comunidade Valenciana
- Assegurar o uso normatizado do valenciano e defender a sua denominação e entidade.
- Informar sobre a adequação à normativa linguística da AVL dos textos produzidos pelas Instituições Públicas ou que requeiram a aprovação oficial, assim como da produção audiovisual da Comunidade Valenciana
- Elaborar e elevar ao Conselho da Generalidade e às Cortes Valencianas uma Memorando Anual no qual, além de expor as suas actividades durante o exercício, se recolhem as observações e conselhos pertinentes para o uso normal do valenciano em qualquer uma das suas manifestações
- Aquelas que, dentro do âmbito das suas competências, encarregam o Presidente da Generalidade, as Cortes Valencianas ou o Governo Valenciano.

## Integrantes da AVL
A AVL é formada por vinte e um académicos que têm que reunir os seguintes requisitos: 
- Ter a condição política de valenciano
- Ser especialistas em valenciano, com uma acreditada competência científica e académica, ou destacadas personalidades das letras ou do ensino em matéria linguística ou que tenham uma produção reconhecida no campo linguístico do valenciano ou da cultura valenciana.

## Órgãos de governo da AVL
- Órgãos colegiados: 
  - Plenário.
  - Junta do Governo.
- Órgãos unipessonais: 
  - Presidência.

## A AVL e o conflito linguístico valenciano
Quanto ao valenciano e à sua natureza, a AVL declara que o valenciano, língua histórica e própria da Comunidade Valenciana, faz parte do sistema linguístico que os correspondentes estatutos de autonomia dos territórios hispânicos da antiga Coroa de Aragão reconhecem como língua própria. Com este circunlóquio se reconhece a unidade da língua que falam os catalães, valencianos e baleáricos. 
Sobre o nome da língua, a AVL declarou, em Dezembro de 2003, que a denominação de valenciano é tradicional, histórica, legal, estatutária e, portanto, a mais adequada ao marco institucional. Aliás, esta denominação não é incompatível nem há-de entrar em contradição com outras denominações também tradicionais, históricas e legais, que recebe a língua própria dos valencianos, nomeadamente o catalão. O nome da língua e a sua natureza não têm que ser objecto de polémicas inúteis, nem de nenhum tipo disputa cultural, social nem política, visto que isto só contribui para fomentar a desunião entre os falantes, de dificultar a promoção do seu uso e de impedir a sua normatividade plena. A diversidade onomástica do valenciano não pode servir de base a iniciativas que projectam uma imagem fragmentada do sistema linguístico que os valencianos compartilham com outros territórios, designadamente a Catalunha. As iniciativas que adoptam os poderes públicos para difundir o valenciano fora do nosso âmbito linguístico têm todo o reconhecimento da AVL. Em todo o caso, estas têm que garantir a difusão da sua peculiaridade idiomática e tem-se de se ajustar a critérios conceituais e onomásticos de carácter integrador.
O referente normativo oficial do valenciano foi aprovado nos acordos plenários de 25 de Março e de 20 de Maio de 2002. De acordo com estes acordos, o referente normativo oficial do valenciano é, para todos os efeitos, o conjunto de critérios ortográficos, gramaticais e léxicos usados nos textos e documentos oficiais da Conselho da Generalidade Valenciana responsável pela aplicação e implantação da Lei de Uso e Ensino do Valenciano desde a aprovação desta lei (1983) até 25 de Março de 2002. Isto é dizer, que se faz oficial a normativa estabelecida pelo Instituto de Estudos Catalães e pelo Instituto Interuniversitário de Filologia Valenciana.